# Іотка Феодосій Антонович
Іо́тка Феодо́сій Анто́нович  (рос. Ио́тка Феодо́сий Анто́нович; 9 травня 1913, Мельниково — 31 жовтня 1990, Київ) — радянський офіцер, Герой Радянського Союзу, в роки німецько-радянської війни заступник по політичній частині командира 178-го гвардійського стрілецького полку 60-ї гвардійської стрілецької дивізії 12-ї армії 3-го Українського фронту, гвардії майор.

## Біографія
Народився 9 травня 1913 року в селі Мельниково Новічихінського району Алтайського краю в селянській родині. Українець. Член КПРС з 1941 року. У 1940 році закінчив 9 класів середньої школи. Працював у місті Камень-на-Обі Алтайського краю.
У 1935 році призваний до лав Червоної Армії. У 1937 році демобілізувався. Вдруге призваний в липні 1941 року. Закінчив Сталінградської військово-політичне училище. У боях німецько-радянської війни з травня 1942 року. Воював на Південно-Західному, Сталінградському, 3-му Українському фронті.
26 жовтня 1943 року гвардії майор Ф. А. Іотка зі штурмовою групою переправився на острів Хортиця на Дніпрі в районі Запоріжжя і зайняв першу траншею противника. Уміло організувавши оборону, відбив кілька контратак і втримав захоплений плацдарм до підходу підкріплення.
Указом Президії Верховної Ради СРСР від 19 березня 1944 року за мужність і героїзм, проявлені при форсуванні Дніпра і утриманні плацдарму гвардії майору Феодосію Антоновичу Іотці присвоєне звання Героя Радянського Союзу з врученням ордена Леніна і медалі «Золота Зірка» (№ 3645).
Після закінчення війни продовжував службу в армії. У 1945 році закінчив курси удосконалення, в 1950 році — курси перепідготовки політскладу при Військово-політичній академії імені В. І. Леніна. Був заступником начальника Вищої офіцерської школи зв'язку, начальником курсів з підготовки до вищих військових училищ.

Фото Ф. Іотки у видані «Герои Советского Союза. Краткий биографический словарь»
Могила Ф. А. Іотки

З 1960 року полковник Ф. А. Іотка — в запасі. Жив у Києві. Помер 31 жовтня 1990 року. Похований у Києві на Берковецькому кладовищі.

## Нагороди
Нагороджений орденом Леніна, орденом Вітчизняної війни 1-го ступеня, двома орденами Червоної Зірки, медалями.